# Francisco Largo Caballero
Francisco Largo Caballero (Madrid, 15 ottobre 1869 – Parigi, 23 marzo 1946) è stato un politico spagnolo.
Anche chiamato "il Lenin spagnolo", è stato capo del governo spagnolo dal 4 settembre 1936 al 17 maggio 1937.

## Biografia
Da giovane lavorava nell'edilizia come stuccatore. Partecipò allo sciopero dei lavoratori delle costruzioni nel 1890 e si iscrisse al Partito Socialista spagnolo (PSOE) nel 1894. Nel 1925, alla morte del fondatore del partito, Pablo Iglesias Posse, Caballero divenne segretario del partito e del sindacato socialista, l'UGT.
Di posizioni moderate all'inizio della carriera politica, appoggiò il mantenimento di un certo grado di collaborazione dell'UGT con il regime dittatoriale del generale Miguel Primo de Rivera, cosa che consentì al sindacato di continuare a operare anche sotto la dittatura (che durò dal 1923 al 1930). Per Largo Caballero questo fu l'inizio dell'antagonismo con Indalecio Prieto, che si opponeva a ogni collaborazione con il regime.

### La seconda repubblica spagnola
Fu ministro delle Relazioni Sindacali tra il 1931 e il 1933, nei primi governi della Seconda repubblica spagnola, quello guidato da Niceto Alcalá-Zamora e quello del suo successore Manuel Azaña. Godette di grande popolarità tra i lavoratori, che vedevano nel suo stile di vita austero il riflesso della loro condizione.
Dalle elezioni del 19 novembre 1933 uscì vittorioso il cartello delle destre, la CEDA. A presiedere il governo fu nominato il radicale centrista Alejandro Lerroux, ma la maggioranza governativa era dominata dalla CEDA.
In risposta alla sconfitta, Largo Caballero abbandonò le sue posizioni moderate, iniziò a parlare di "rivoluzione socialista" e divenne la guida della corrente di sinistra marxista e rivoluzionaria dell'UGT e del PSOE. Nell'ottobre 1934, dopo che entrarono nel governo tre ministri della CEDA, fu uno dei capi della rivolta nelle rivolta nelle Asturie e in Catalogna, repressa duramente dal governo.
(Francisco Largo Caballero)
Egli difese il patto d'alleanza con gli altri sindacati e partiti operai, quali il Partito Comunista di Spagna (PCE) o il sindacato anarchico CNT. Ancora una volta, le sue posizioni divergevano da quelle di Prieto. La contrapposizione tra il "moderatismo" di Prieto e il "massimalismo" di Largo Caballero si fece sempre più netta e Largo Caballero, sempre più vicino al Partito Comunista di Spagna i cui militanti lo avevano soprannominato "il Lenin spagnolo", puntava all'instaurazione di una "dittatura del proletariato" protetta dalle forze dell'Armata Rossa mentre Prieto, più moderato, riteneva che invocare la rivoluzione potesse solo spaventare la classe media e alla lunga provocare un intervento dei militari. Pertanto Largo Caballero aveva deciso che a portare avanti il programma di governo fossero solo gli uomini di Azana che avrebbero operato fin dove era loro possibile, per poi sostituirsi a loro con governo dominato dai socialisti, invece Prieto era convinto della necessità di partecipare direttamente al governo.
Il 1º maggio 1936 un imponente corteo di lavoratori attraversò Madrid innalzando bandiere rosse e ritratti di Lenin e Stalin affiancati da quelli di Largo Caballero. Largo Caballero il 24 maggio in un comizio tenuto a Cadice non tenne nascosta la propria volontà di arrivare alla "dittatura del proletariato":
(Francisco Largo Caballero, durante un comizio tenuto a Cadice il 24 maggio 1936)

### La guerra civile spagnola

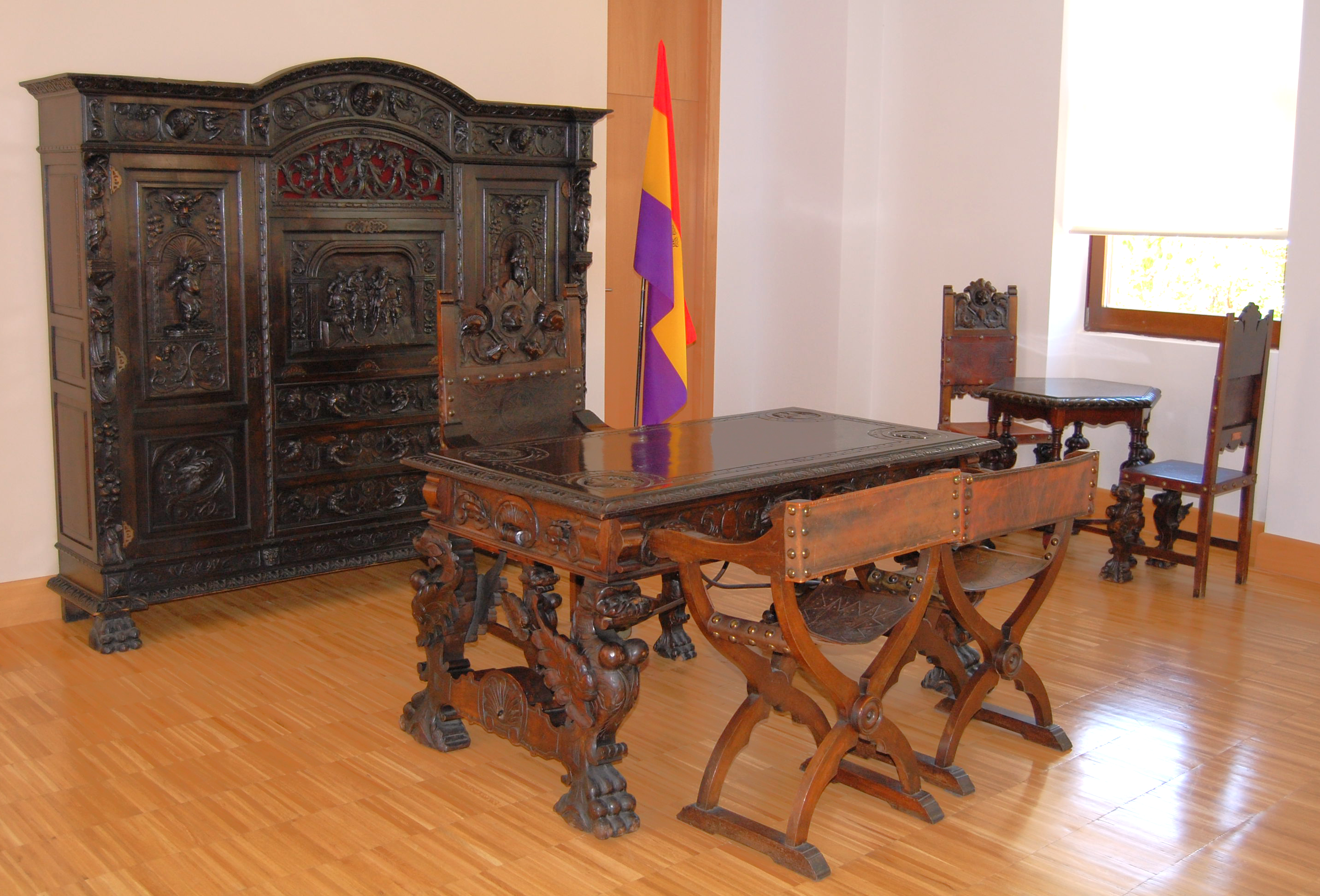
Ufficio di Francisco Largo Caballero, conservato presso l'Archivio del Movimento Operaio ad Alcalá de Henares.

Il 17 luglio 1936 un sollevamento militare diede inizio alla guerra civile spagnola. Il 4 settembre, mentre i combattimenti erano intensissimi, Largo Caballero fu nominato capo del governo e ministro della guerra. Oltre che sulla conduzione della guerra stessa, si concentrò sul mantenimento della disciplina militare e dell'autorità del governo all'interno della parte di Spagna rimasta repubblicana. Nonostante questi sforzi, una rivolta scoppiata a Barcellona tra il 3 e l'8 maggio 1937, guidata dai trotskisti del POUM e dagli anarchici della CNT, diede agli stalinisti del PCE, ostili al POUM, l'occasione di causare una crisi di governo. Largo Caballero fu costretto alle dimissioni il 17 maggio e fu sostituito dal dottor Juan Negrín, anch'egli socialista del PSOE, ma più gradito ai comunisti.
Il figlio di Largo Caballero, che era stato catturato fin dai primi giorni dopo che il suo reparto si era ammutinato ed era passato con gli insorti, fu fucilato dai nazionalisti per rappresaglia quando questi vennero a conoscenza dell'esecuzione di José Antonio Primo de Rivera.
Dopo la definitiva sconfitta dei repubblicani nel 1939, si rifugiò in Francia. Arrestato durante l'occupazione nazista, passò gran parte della seconda guerra mondiale nel campo di concentramento di Sachsenhausen (Oranienburg), fino alla sua liberazione a guerra terminata. Morì in esilio a Parigi nel 1946; i suoi resti furono portati a Madrid solo dopo la fine del franchismo, nel 1978. In quella occasione i socialisti (il partito PSOE, il sindacato UGT e l'organizzazione giovanile JSE) fecero celebrare un funerale alla sua memoria a cui parteciparono cinquecentomila persone.